# バドゥッラ
バドゥッラ（シンハラ語: බදුල්ල、タミル語: பதுளை、英語: Badulla）は、スリランカのウバ州バドゥッラ県の都市である。古都キャンディから南東へ60 km、標高約680mの高地地域に位置している。都市を囲むようにバドゥッラ川が流れ、周囲には美しい丘陵に紅茶のプランテーションが広がっている。ウバ州の州都であり、バドゥッラ県の県都でもある。

## 地理
バドゥッラの周囲にはナムナクラの山々（最も高い峰が標高2,016m）があり、その影が薄らと都市を覆っている。この地域は、植民地時代以前、キャンディ王の下シンハラ人の王子が統治する拠点であった。後にイギリスの支配が始まると、この地は州行政のハブの一つとなった。イギリスにより建設された、プランテーションからコロンボに紅茶を運び出すための鉄道路線も、バドゥッラが終点とされた。
バドゥッラはスリランカ最大の都市コロンボから約230 km離れた、スリランカ中央高地の東側の斜面に位置している。コロンボ、キャンディ、ゴールといった他の主要都市からバドゥッラまではいくつかのルートがある。コロンボからであれば、A4とA16ハイウェイに沿ってラトゥナプラ、バランゴダ、ハプタレー、バンダーラウェラ、HaliElaと通って約5~6時間である。キャンディからであれば、Victoria-Randenigala Raja Mawathaかヌワラ・エリヤ（A5ハイウェイ）の2ルートが使用できる。ゴールからの場合、マータラ、ハンバントタ、ウェッラワーヤ、エッラ、Demodara、HaliElaを通るルート（A2ハイウェイ）などが使用できる。
バドゥッラの周辺には、ホートン・プレインズ国立公園やナックル山脈といった自然豊かで風光明媚な地域が存在する。

## 人口動態
| 民族                                 | 人口（2001年） | %     |
| ------------------------------------ | -------------- | ----- |
| シンハラ人                           | 29,961         | 73.22 |
| スリランカ・ムーア                   | 5,519          | 13.49 |
| スリランカ・タミル                   | 2,717          | 6.64  |
| インド・タミル                       | 1,989          | 4.86  |
| その他（バーガー人やマレー人を含む） | 735            | 1.80  |
| 合計                                 | 40,920         | 100   |

## 写真

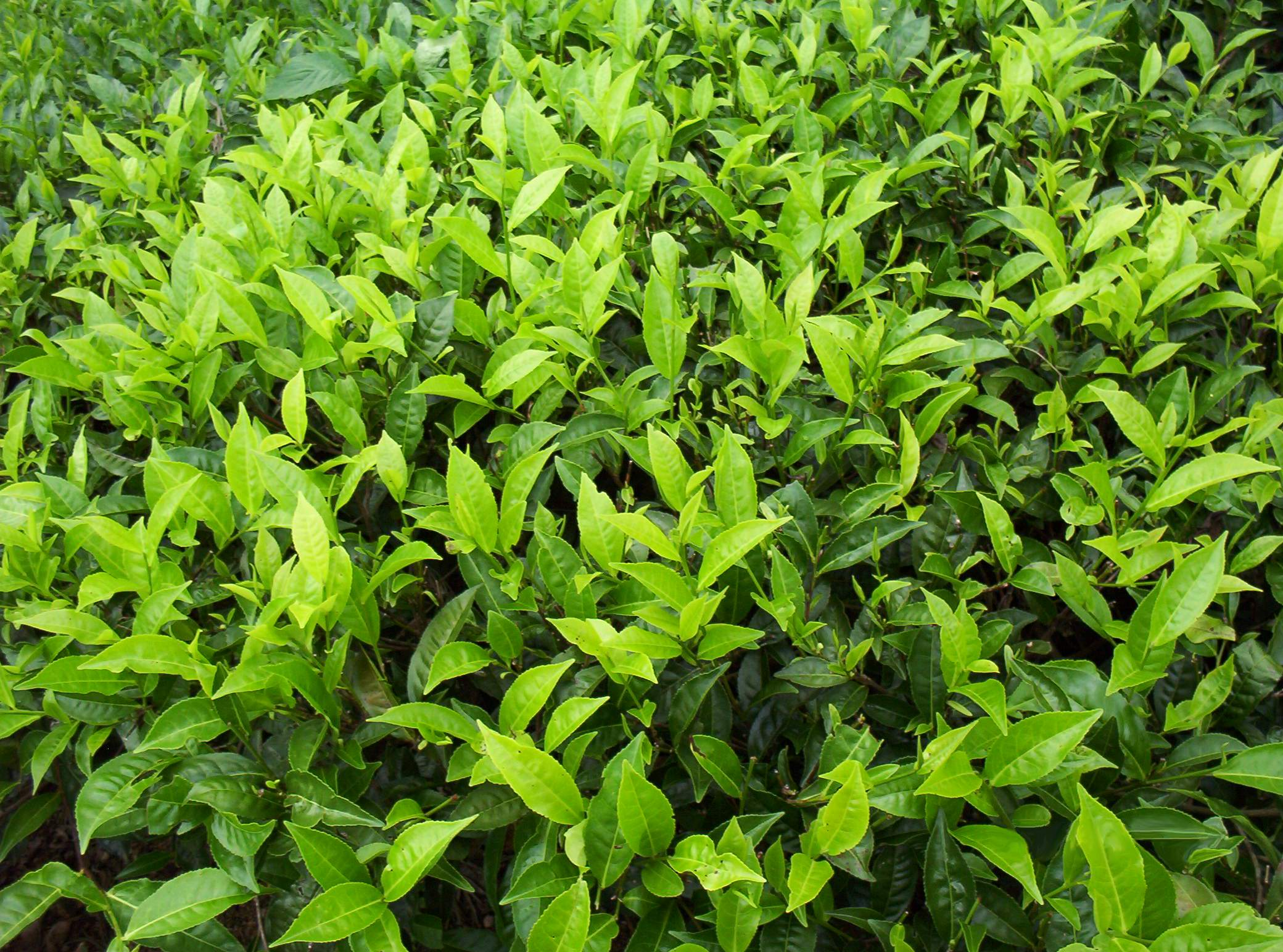
紅茶はこの地域の主要生産物
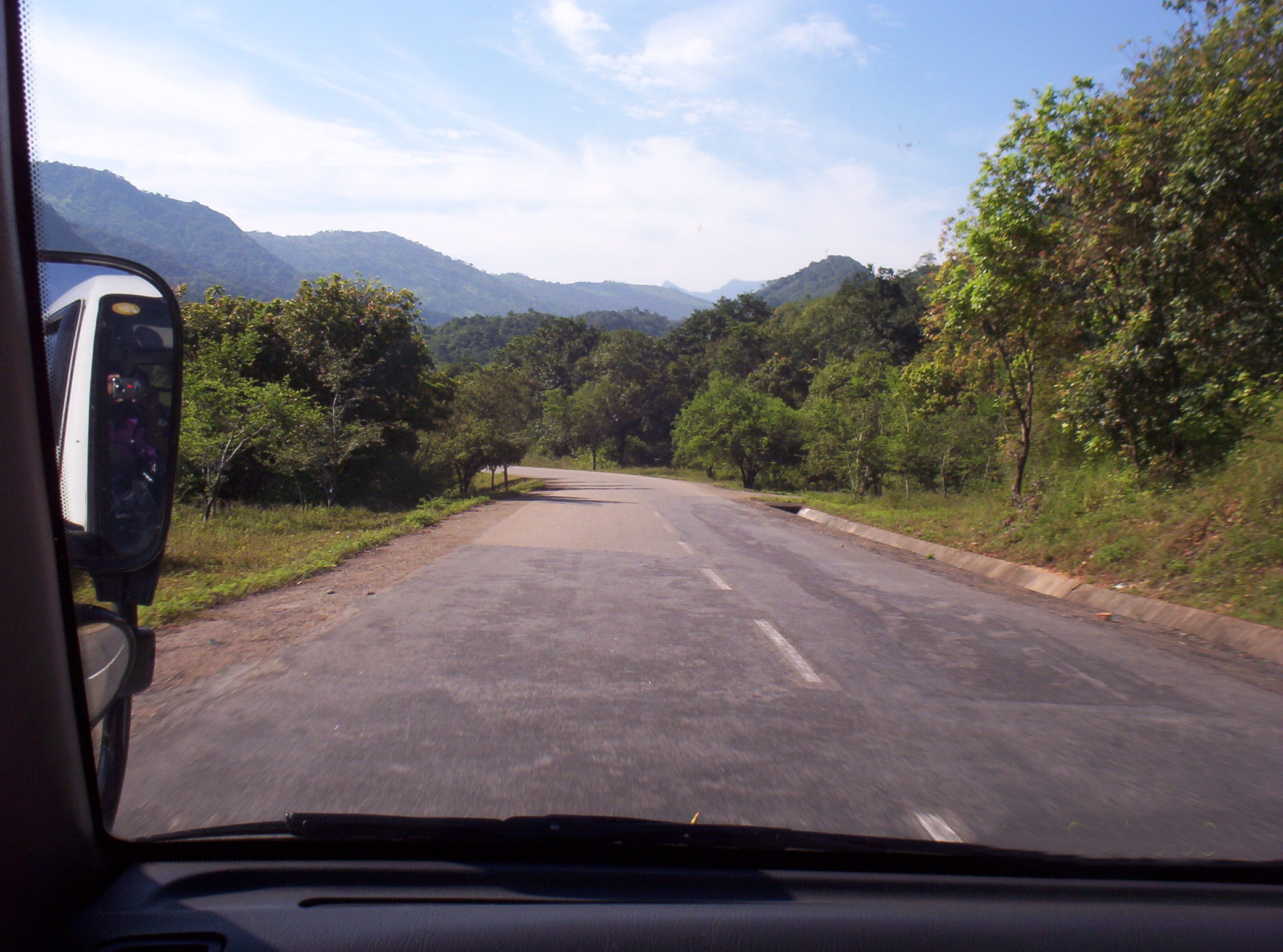
バドゥッラへの道のり (Raja Mawatha)
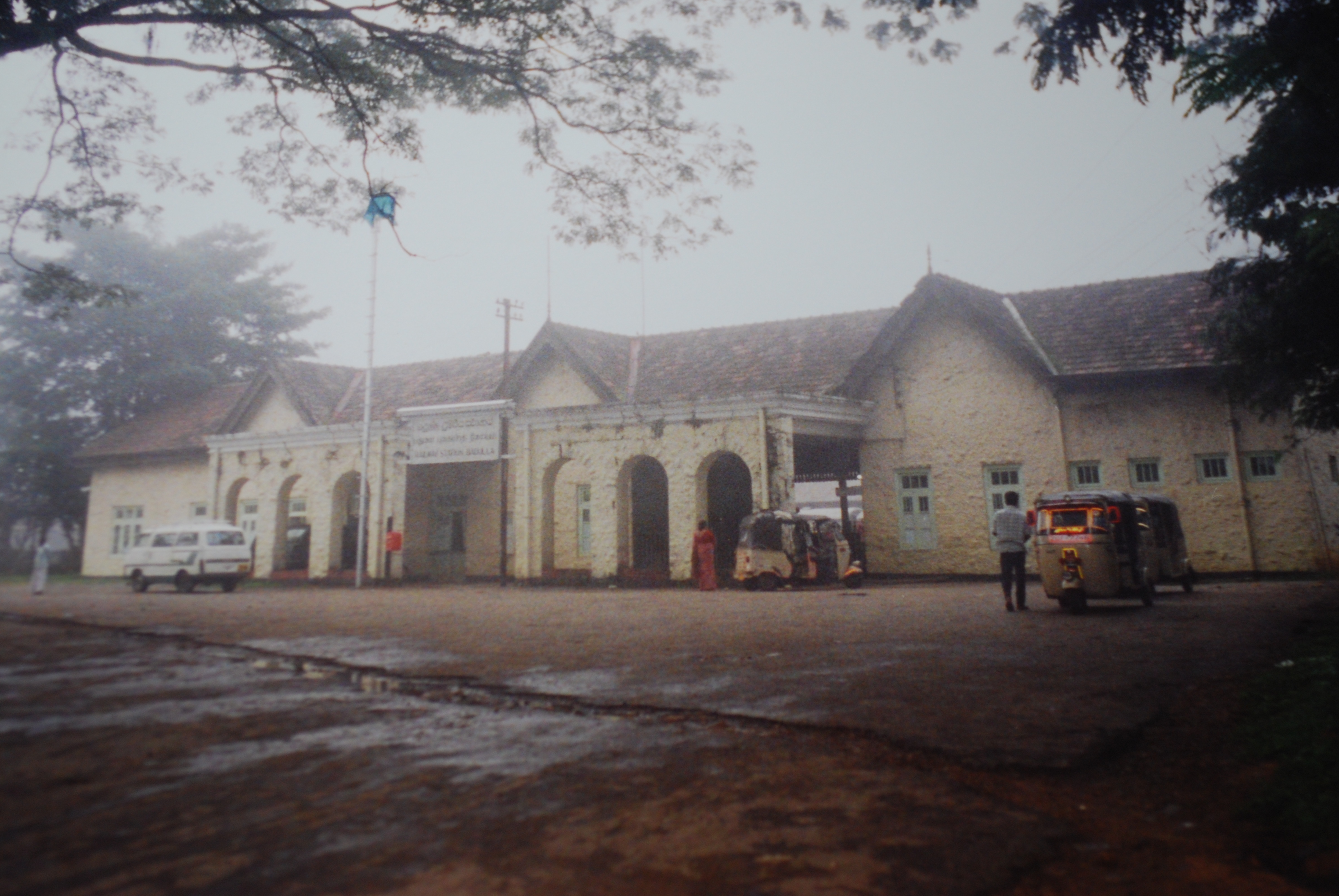
バドゥッラ駅